# Sauvigny-le-Bois
Sauvigny-le-Bois é uma comuna francesa na região administrativa de Borgonha-Franco-Condado, no departamento de Yonne. Estende-se por uma área de 15,26 km². Em 2010 a comuna tinha 730 habitantes (densidade: 47,8 hab./km²).